# 기요스 회의

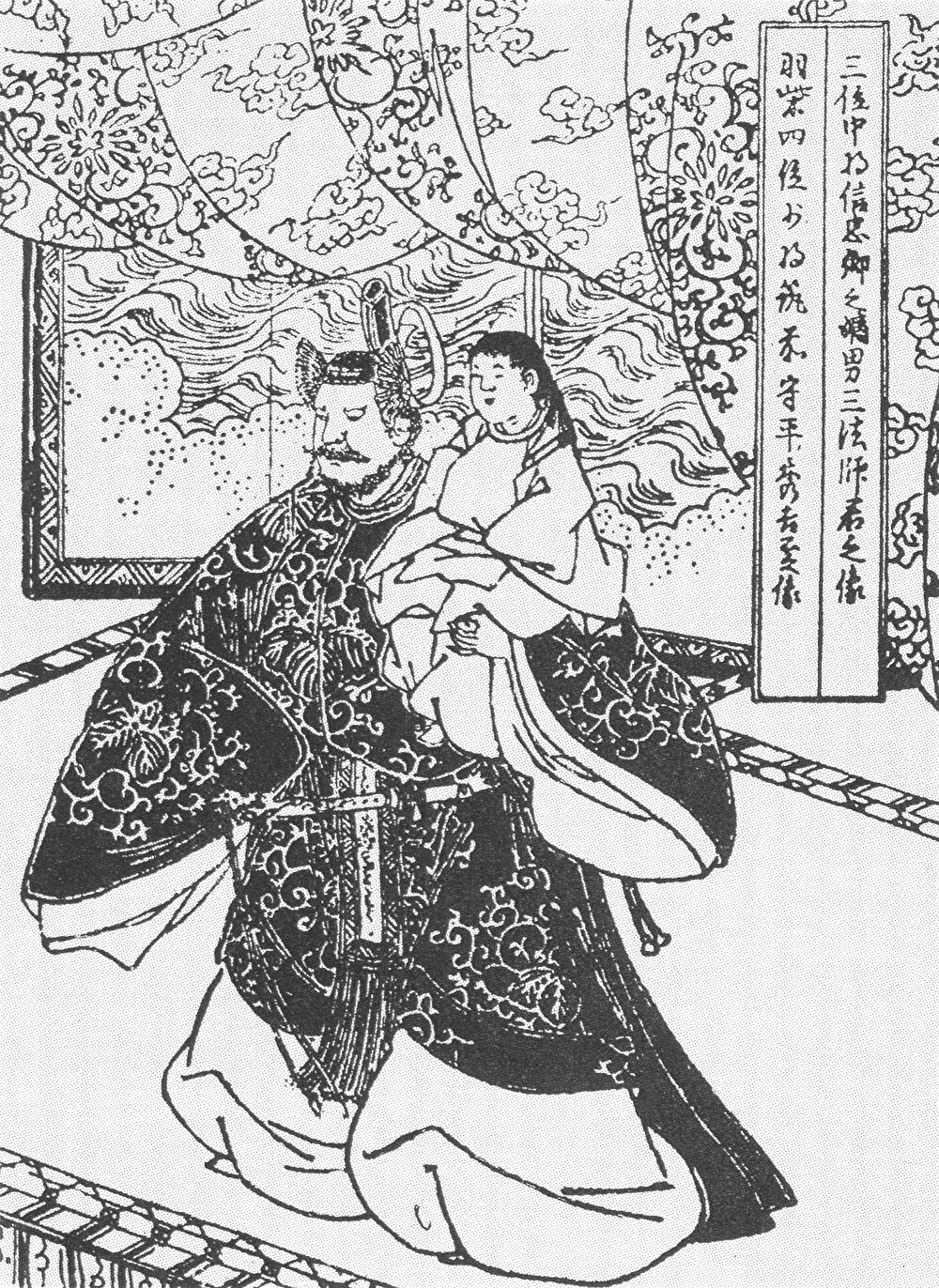
기요스 회의의 1장면 (회본태합기) / 일본 성곽 자료관 소장

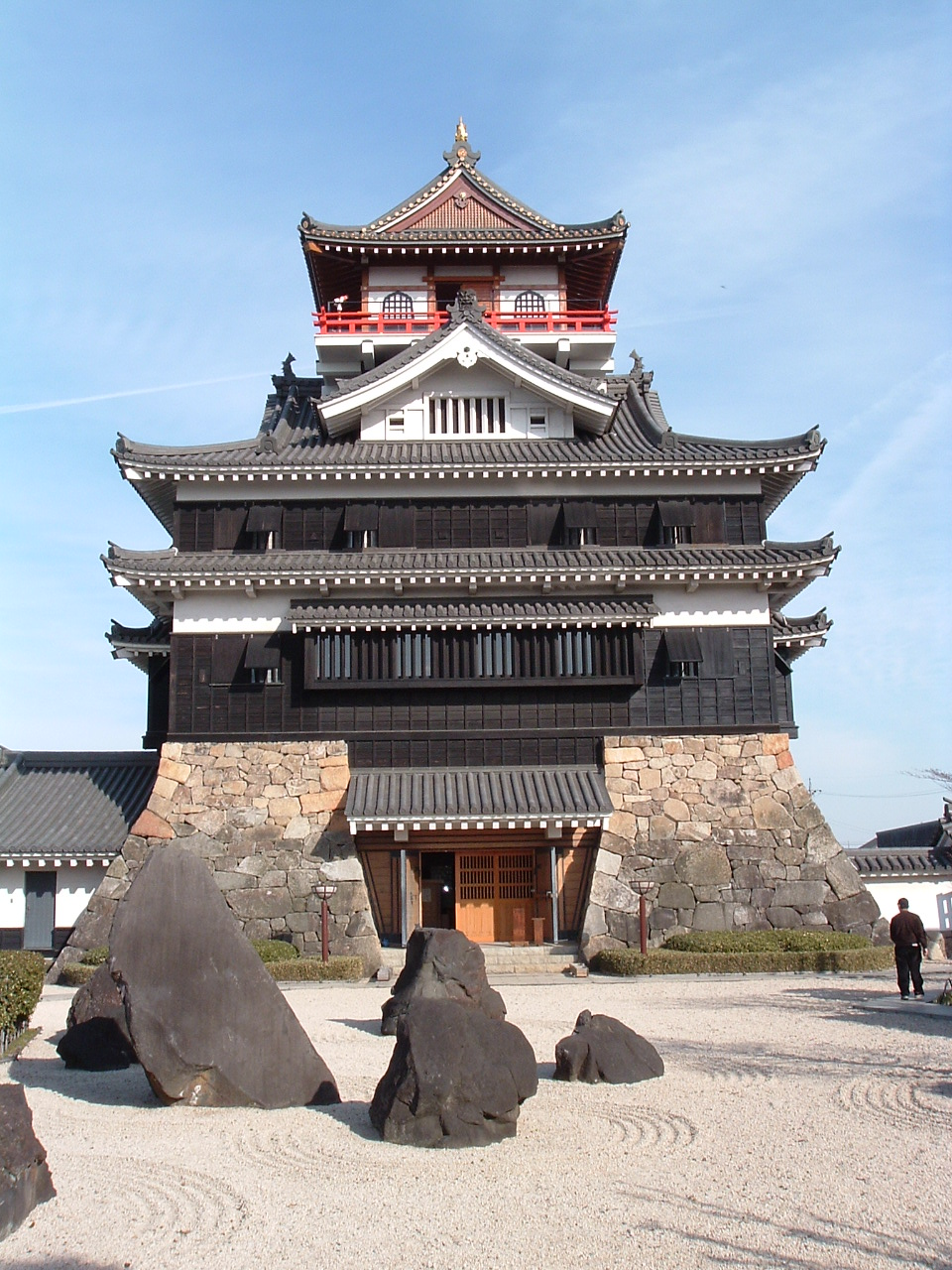
기요스 성 모의 천수

기요스 회의(일본어: 清洲会議)는 아즈치모모야마 시대인 덴쇼 10년 음력 6월 27일(1582년 7월 16일)에 열린 오다 가문의 후계자 문제 및 영지 재분배를 논의하기 위한 회의였다.
덴쇼 10년 혼노지의 변으로 오다 가문의 당주 오다 노부나가가 가신 아케치 미쓰히데의 모반으로 죽었고, 오다 가문의 적장자 오다 노부타다도 니조성에서 미쓰히데 군의 공격을 받고 사망하였다. 미쓰히데의 모반이 성공한 듯 보였으나, 주고쿠 공략중인 하시바 히데요시가 대군을 이끌고 회군하여 아케치 미쓰히데를 야마자키에서 토벌하였다. 이후 오다 가문의 후계와 영지 재분을 결정하기 위해 기요스성에서 회의를 열었다. 이 회의에 참여한 오다 가의 가신은 시바타 가쓰이에, 니와 나가히데, 하시바 히데요시, 이케다 쓰네오키 4명뿐이었다. 다키가와 가즈마스는 간토 공략으로 결석하였다. 단, 가즈마사에 대해서는 호조 가문과의 전투에서 패전을 했다는 이유를 들어 회의참석이 거부되었다는 설도 있다.
가장 큰 쟁점은 오다 가의 후계자 문제였고, 여기서 시바타 가쓰이에는 오다 노부나가의 3남인 오다 노부타카의 옹립을 지지하였다. 하시바 히데요시 및 2명은 오다 노부나가의 적손 산보시(오다 히데노부)의 옹립을 지지하였다. 히데요시는 미쓰히데 토벌로 발언권이 강했으며, 시바타 가쓰이에를 제외한 2명의 지지와 3남 오다 노부타카는 간베 가문의 양자로 있었기 때문에 정통성에 있어서 적손인 산보시보다 약했다. 이 같은 이유로 오다 가문의 후계자는 오다 히데노부로 결정되었고, 히데요시는 그의 후견인으로 히데노부를 보좌하였다. 하지만, 실권은 히데요시에게 있었다.
영지 재분에서는 오다 노부나가의 차남 노부카쓰가 오와리국을 3남 노부타카는 미노국을 상속받았고, 4남으로 히데요시의 양자인 하시바 히데카쓰는 아케치 미쓰히데의 영지인 단바국을 상속받았다. 가신단에서는 시바타 가쓰이에가 에치젠국을 안도 받은 뒤, 그의 희망에 따라 하시바 히데요시의 영지인 나가하마를 할양받았다. 니와 나가히데는 와카사국을 안도 받은 뒤, 오미국의 2개군을 배령받았으며, 이케다 쓰네오키는 셋쓰국의 3개군을 배령받았다. 오다 가의 새로운 당주인 오다 히데노부는 오미국 사카다 군과 아즈치성을 상속했으며, 후견인 하시바 히데요시는 야마시로국을 배령받았다.
기요스 회의로 인해, 그 때까지 중신의 필두로 최대 발언권을 가진 시바타 가쓰이에의 영향력이 저하되었고, 대신 하시바 히데요시가 중신의 필두로 부상등, 오다 가문내 가신들의 세력이 크게 바뀌었다. 이 대립은 후에 시즈가타케 전투로 이어졌으며, 하시바 히데요시가 천하를 쥐는 발판이 되었다.
하시바 히데요시가 산보시를 천거한 것은 히데요시의 측근 구로다 요시타카의 책략이었고, 그 밖의 슈쿠로들에게도 히데요시가 사전에 구슬렸다고 한다.

## 오다 가문 가신단 초상화
|  |  |  |  |

## 대중 매체
기요스 회의를 기반으로 각본가 미타니 코키가 소설 기요스 회의 (소설)를 출판하였으며 소설을 기반으로 영화화하였다.